# Tom Rob Smith

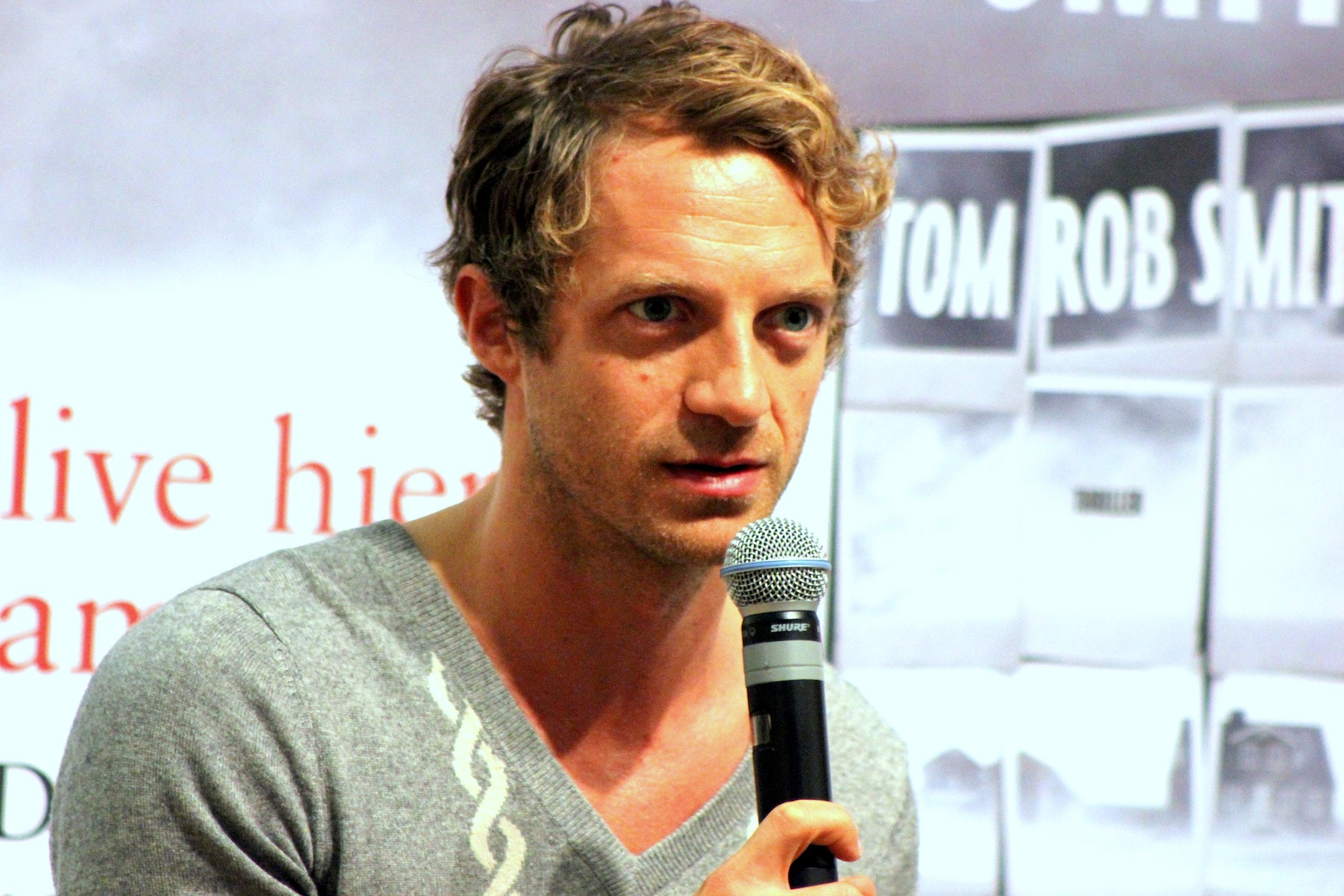
Tom Rob Smith auf der Frankfurter Buchmesse 2013

Tom Rob Smith (* 1979 in London) ist ein britischer Schriftsteller, Drehbuchautor und Fernsehproduzent. Er schrieb die Trilogie um den sowjetischen Staatssicherheitsagenten Leo Demidow (Kind 44, Kolyma, Agent 6), die zwischen 2008 und 2011 erschien und deren erster Band 2015 verfilmt wurde. Als verantwortlicher Showrunner entwickelte er seit 2015 die Fernsehserien London Spy, The Assassination of Gianni Versace (zweite Staffel der Anthologieserie American Crime Story) und MotherFatherSon.

## Leben
Smith wurde als Sohn einer schwedischen Mutter und eines englischen Vaters geboren. Nach seinem Abschluss an der Universität Cambridge studierte er ein Jahr lang in Italien Creative Writing. Im Anschluss war er als Drehbuchautor tätig.
Anfang 2008 erschien Smiths Debütroman Kind 44, ein in der stalinistischen Sowjetunion der frühen 1950er Jahre angesiedelter Thriller über eine Mordserie an Kindern, die der MGB-Agent Leo Demidow aufklären will. Dabei gerät er in einen immer stärkeren Konflikt mit dem herrschenden System, welches er zu Beginn noch voller Überzeugung unterstützt. Das Buch wurde bislang in 36 Sprachen übersetzt, erhielt mehrere renommierte Auszeichnungen und war vielfach nominiert (New Blood Dagger, Dilys Award, Barry Award – Best First Novel, Anthony Award – Best First Novel). Im Jahr 2015 wurde es verfilmt.
Im Januar 2009 folgte der Thriller Kolyma, in dem Leo Demidow von seiner Vergangenheit als MGB-Agent eingeholt wird. Die Handlung spielt zunächst in Moskau, jedoch wird der Protagonist gezwungen, sich in eines der schlimmsten Gulags einzuschmuggeln, um das Leben seiner Adoptivtochter Soja zu retten. Im weiteren Verlauf werden Leo und seine Familie in den ungarischen Volksaufstand verwickelt. Bemerkenswert ist, dass die deutsche Übersetzung des Buches noch vor der Originalfassung im Handel verfügbar war.
Sein dritter Roman Agent 6 führt die Geschichte des Agenten Leo Demidow und seiner Familie zu Ende.
2013 erschien mit Ohne jeden Zweifel ein Thriller, der in London und Schweden angesiedelt ist und dessen Protagonisten der 29-jährige schwule Daniel und dessen schwedische Mutter sind. Hans Jörg Wangner schrieb zu dem Roman: „Geschickt spielt Tom Rob Smith in seinem Thriller mit brüchigen Idyllen, gebrochenem Vertrauen und zerbrochenen Biografien. Schon früh ist vom gängigen Schwedenbild mit seinen weiten Landschaften, seinen freundlichen Menschen und seiner protestantischen Ethik nicht mehr viel übrig.“
Smith entwickelte die im November und Dezember 2015 auf BBC Two ausgestrahlte Fernsehserie London Spy über einen jungen Briten, der dem angeblichen Unfalltod seines Partners nachspürt und dabei Verstrickungen ins Milieu der Geheimdienste aufdeckt. Für die Anthologieserie American Crime Story entwickelte er die zweite Staffel The Assassination of Gianni Versace über den Mord an Gianni Versace, in der er vom Mord an rückwärts die Lebensgeschichte des Serienmörders Andrew Cunanan erzählt. Sie wurde Anfang 2018 ausgestrahlt und gewann in diesem Jahr unter anderem einen Emmy als beste Miniserie. Abermals für BBC Two entwickelte er die seit 2019 ausgestrahlte Serie MotherFatherSon.
Mit seinem Partner Ben Stephenson, dem ehemaligen Leiter der Drama-Abteilung bei der BBC und jetzigen Fernsehchef bei Bad Robot Productions, lebte Smith in London und lebt inzwischen in Santa Monica, Kalifornien.

## Auszeichnungen
- 2008 Ian Fleming Steel Dagger der britischen Crime Writers' Association (CWA) für Child 44 (dt. Kind 44. DuMont, Köln 2008)
- 2009 International Thriller Award, Kategorie Best First Novel der amerikanischen International Thriller Writers Inc. (ITW) für Child 44
- 2009 Bester Krimi des Jahres 2008 (Platz 8) in der KrimiWelt-Bestenliste für Kind 44 (Original: Child 44)

## Bibliografie
Leo-Demidow-Trilogie
- Bd. 1: Child 44. Simon & Schuster, London 2008, ISBN 978-1-84737-127-0.
  - Kind 44. DuMont, Köln 2008, ISBN 978-3-8321-8056-0 (Übersetzt von Armin Gontermann).
- Bd. 2: The Secret Speech. Simon & Schuster, London 2009, ISBN 978-1-8473-7808-8.
  - Kolyma. DuMont, Köln 2009, ISBN 978-3-8321-8089-8 (Übersetzt von Armin Gontermann).
- Bd. 3: Agent 6. Simon & Schuster, London 2011, ISBN 978-1-84737-568-1.
  - Agent 6. Wilhelm Goldmann Verlag, München 2011, ISBN 978-3-442-54677-0 (Übersetzt von Eva Kemper).

Andere Romane
- The Farm. Grand Central Publ., London 2014, ISBN 978-0-4465-5073-4.
  - Ohne jeden Zweifel. Manhattan, München 2013, ISBN 978-3-442-54678-7 (Übersetzt von Eva Kemper).
- Cold People. Simon & Schuster, London 2023, ISBN 978-1-4711-3310-7.
  - Kälte. Heyne Verlag, München 2023, ISBN 978-3-453-27413-6 (Übersetzt von Michael Pfingstl).

## Filmografie
- Doctors (2003–04), BBC One
- Dream Team (2005),  Sky One
- London Spy (2015), BBC Two
- The Assassination of Gianni Versace: American Crime Story (2018), FX
- MotherFatherSon (2019), BBC Two
- Class of ’09 (2023), FX on Hulu